# Море кохання (фільм, 1989)
«Море кохання» — кримінальна драма про детектива, який намагається схопити серійного вбивцю.

## Сюжет
У Нью-Йорку розпочалась серія вбивств чоловіків. Усі жертви знайомились із жінками через газетні оголошення та йшли на побачення, після яких чоловіків знаходили з кулею в голові. Справу доручають двом досвідченим детективам Френку Келлеру та Шерману Туі. Вони вирішують розмістити оголошення у газету про пошуки жінки для інтимних стосунків, розраховуючи схопити маніяка.

## У ролях
| Актор             | Роль          |
| ----------------- | ------------- |
| Аль Пачіно        | Френк Келлер  |
| Еллен Баркін      | Гелен Крюгер  |
| Джон Гудмен       | Шерман Туі    |
| Майкл Рукер       | Террі         |
| Вільям Гікі       | Франк Келлер  |
| Річард Дженкінс   | Грубер        |
| Джон Спенсер      | шеф           |
| Майкл О'Ніл       | Реймонд Браун |
| Семюел Л. Джексон | хлопець       |
| Лоррейн Бракко    | Деніс Грубер  |

## Створення фільму

### Виробництво
Зйомки фільму проходили в Канаді та США.

### Знімальна група
- Кінорежисер — Гарольд Бекер
- Сценарист — Річард Прайс
- Кінопродюсери — Мартін Брегман, Луїс А. Столлер
- Композитор — Тревор Джонс
- Кінооператор —Ронні Тейлор
- Кіномонтаж — Девід Бретертон
- Художник-постановник — Джон Джей Мур
- Художник по костюмах — Бетсі Кокс
- Підбір акторів — Мері Колкагун[1].

## Сприйняття

### Критика
Фільм отримав позитивні відгуки. На сайті Rotten Tomatoes оцінка стрічки становить 77 % на основі 26 відгуків від критиків (середня оцінка 6,9/10) і 65 % від глядачів із середньою оцінкою 3,3/5 (15 637 голосів). Фільму зарахований «стиглий помідор» від кінокритиків та «попкорн» від глядачів, Internet Movie Database — 6,8/10 (32 288 голосів), Metacritic — 66/100 (18 відгуків критиків).

### Номінації та нагороди
| Нагороди та номінації фільму «Море кохання» | Нагороди та номінації фільму «Море кохання» | Нагороди та номінації фільму «Море кохання» | Нагороди та номінації фільму «Море кохання» | Нагороди та номінації фільму «Море кохання» | Нагороди та номінації фільму «Море кохання» |
| Рік                                         | Кінофестиваль/кінопремія                    | Категорія/нагорода                          | Номінант                                    | Результат                                   |                                             |
| ------------------------------------------- | ------------------------------------------- | ------------------------------------------- | ------------------------------------------- | ------------------------------------------- | ------------------------------------------- |
| 1990                                        | «Золотий глобус»                            | Найкраща чоловіча роль — драма              | Аль Пачіно                                  | Номінація                                   |                                             |
| 1990                                        | Асоціація кінокритиків Чикаго               | Найкраща акторка                            | Еллен Баркін                                | Номінація                                   |                                             |
| 1990                                        | Асоціація кінокритиків Чикаго               | Найкращий актор другого плану               | Джон Гудмен                                 | Номінація                                   |                                             |
| 1990                                        | Премія Едгара Алана По                      | Найкращий кінофільм                         | Річард Прайс                                | Номінація                                   |                                             |